# L'Espion qui venait du surgelé
Cet article possède un paronyme, voir L'Espion qui venait du froid.
Pour plus de détails, voir Fiche technique et Distribution.
L’espion qui venait du surgelé  (titre original : « Le spie vengono dal semifreddo »), est une comédie d'espionnage américano-italienne réalisée par Mario Bava et sortie en 1966.
Le film débute alors que le Dr Goldfoot projette de provoquer un conflit international entre les États-Unis d'Amérique et l'Union des républiques socialistes soviétiques. Pour ce faire, il utilisera une armée d'automates. Ce sont les « filles explosives », des robots sensuels capables de s'autodétruire. Pour empêcher cette folie, Franco et Ciccio, deux employés d'hôtel maladroits, sont prêts à devenir des espions.
C'est une parodie des films de James Bond 007 tournée en Italie. Cette coproduction italo-américaine, qui garantissait Vincent Price à l’affiche, était annoncée en Italie comme un autre « film de Franco et Ciccio », tandis qu’aux États-Unis, c’était la deuxième partie des aventures du personnage joué par Price, qui avait joué l'année précédente le rôle de l’ennemi de Bond dans Il dr Goldfoot e il nostro agente 00….e un quarto (Dr. Goldfoot and the Bikini Machine). En Italie comme en France, le titre fait référence au film d'espionnage L'Espion qui venait du froid (1965) de Martin Ritt.

## Synopsis
Le Dr Goldfoot, un savant fou (Vincent Price), veut tuer les principaux dirigeants militaires de l'Est et de l'Ouest, de manière à diriger ensuite le monde avec les Chinois. Pour arriver à ses fins, il crée dans son laboratoire secret un grand nombre de bombes ayant l'apparence de très belles filles, qui explosent quand on les embrasse.
Les plans de Goldfoot sont compromis en raison de morts mystérieuses qui éveillent les soupçons de Bill Dexter (Fabian), un ancien membre du service du renseignement de sécurité qui a été expulsé de l'organisation pour avoir réussi à séduire la plupart des employées. Tout en filant le Dr Goldfoot, Dexter rencontre deux portiers d'hôtel stupides, Franco (Franco Franchi) et Ciccio (Ciccio Ingrassia), qui prennent des cours par correspondance pour devenir agents secrets.
L'une des « bombes filles » de Goldfoot est la réplique exacte d'une jolie fille du vestiaire de l'hôtel où travaillent Franco et Ciccio. Goldfoot apprend que l'hôtel va recevoir un important général belge, et il sait que le militaire sera incapable de résister aux charmes de sa bombe. Dexter ne peut rien faire pour arrêter ce plan. En plus, il est attaqué par Franco et Ciccio qui pensent à tort que Dexter est un espion chinois. Dans la confusion qui s'ensuit, le général belge « mord la poussière ».
Peu après, un officier de l'OTAN, le général Willis (Vincent Price dans un double rôle), est enlevé par le Dr Goldfoot. Willis est tué peu après par l'une des « bombes filles » et le Dr Goldfoot prend sa place lors d'une conférence importante.

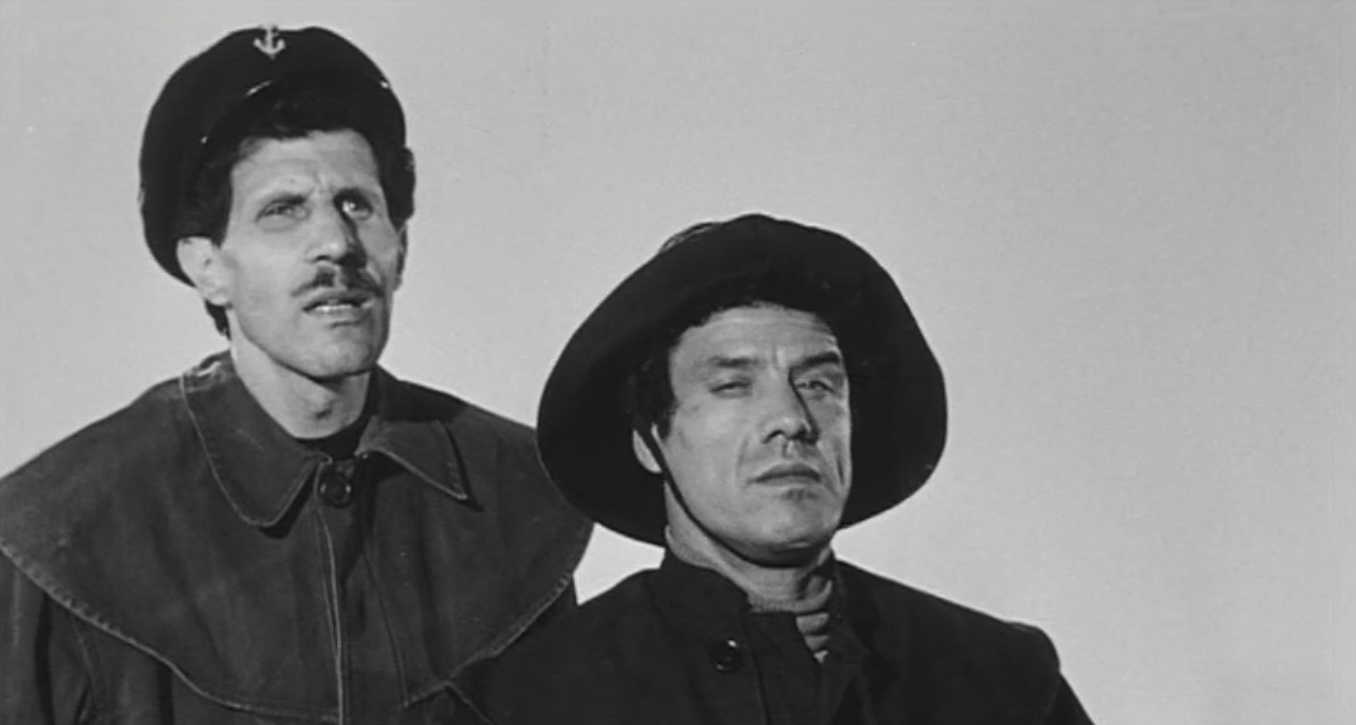
Franco et Ciccio interprètent leur duo habituel.

Lorsque Goldfoot reçoit l'information d'une réunion secrète, il truffe la salle de micros. Le général Benson et ses collègues cherchent à savoir comment attraper l'homme responsable de ces meurtres bizarres et ils décident d’affecter leurs deux meilleurs agents à cette mission. Ils utilisant un ordinateur de haute technologie, nommé Rita, car le général Benson décide que c’est le meilleur moyen de déterminer quels sont les deux meilleurs agents possibles. Mais le Dr Goldfoot sabote l'ordinateur, et les deux agents choisis pour mener à bien la tâche ne sont autres que Franco et Ciccio.
Pendant ce temps, Rosanna, la secrétaire générale de Benson (Laura Antonelli), convainc Dexter d’aider Franco et Ciccio dans leur enquête. Dexter ne parvient pas à réaliser qu'il est étroitement surveillé par Goldfoot, qui craint que le jeune homme ne soit pas aussi nul qu’il paraît être. Goldfoot réussit à faire kidnapper Rosanna quand Dexter quitte son appartement. Elle est remplacée par une « bombe fille » parfaitement ressemblante. Lorsque Dexter retourne à son appartement, le soir même, il trouve une certaine évolution dans le comportement de Rosanna. Alors qu'elle l’avait giflé auparavant parce qu’il voulait coucher avec elle, elle apparaît maintenant séduisante et passionnée. Dexter donne priorité à son enquête et se montre moins intéressé. La « bombe fille » fait de son mieux pour l'attirer dans ses bras, recourant même à un strip-tease. Mais Dexter comprend le piège tendu par le Dr Goldfoot. La fausse Rosanna est ensuite court-circuitée dans un accident, tandis que Dexter part à la recherche de la vraie Rosanna.
Averti par Dexter que le Dr Goldfoot se cache dans un manoir à la campagne, Franco et Ciccio décident de lui voler la vedette par une opération sur place et de bénéficier des félicitations pour sa capture. Ils arrivent avec le général Benson et les autorités au lieu pressenti mais tombent sur une école privée de filles. En fait, c'est encore une autre illusion organisée par le médecin diabolique, avec les « bombes filles » jouant le rôle d’étudiantes et le médecin lui-même se présentant comme une mère abbesse, la barbe cachée par un voile noir. Considérant que la totalité de l’expédition a été une fausse alerte, Benson et ses hommes repartent.
Franco et Ciccio décident de rester mais ils sont capturés par le Dr Goldfoot et ses sbires. Ils réussissent à se libérer et les sbires les recherchent partout dans le manoir. Franco et Ciccio déclenchent sans le faire exprès la fabrication de dizaines de femmes bombes qui se lancent sur leur ordre dans un grand ballet jusqu'au moment où surgit Goldfoot. Franco réussit à s'échapper mais Ciccio est repris.
Pendant la nuit, Franco retourne au manoir avec Dexter pour tenter de sauver Ciccio et Rosanna. Dans l'intervalle, Ciccio a été dupliqué en « homme bombe » et Rosanna a littéralement été congelée. Dexter récupère Rosanna, et après un affrontement avec le double de Ciccio, les deux portiers idiots sont à nouveau réunis.
Mais les plans du Dr Goldfoot pour la domination du monde sont encore en place. Il tente de fuir. Une course effrénée les amène dans des sites pittoresques comme le Colisée romain (qui est légèrement endommagé lorsque Goldfoot fracasse sa voiture dans l'un des piliers), la fontaine de Trevi (dont le Dr Goldfoot s'arrête un instant pour jeter une pièce dans la fontaine pour la bonne chance) et un parc d'attractions où ils se poursuivent dans tous les manèges. La chasse se termine dans les airs avec Goldfoot à bord d'un avion américain du général Wilson. Dexter et ses deux idiots sont dans un ballon à air chaud pris au parc d'attraction. Le ballon est pris dans un typhon et passe à proximité d'un groupe de saints avec leur auréole. Il atterrit finalement sur une aile de l'avion. Nos trois héros et leur accompagnatrice en décousent avec les sbires, mais le Dr Goldfoot profite de l'agitation pour tranquillement enfiler un parachute et sauter. Avant qu'il ne s'échappe, Goldfoot a programmé le panneau de contrôle de l’avion direct pour Moscou ; une fois que l’avion aura atteint sa cible, les trappes doivent s'ouvrir et une super bombe sera lancée sur le Kremlin. Alors que Dexter tente de prendre le contrôle de l'avion, Franco et Ciccio, la tête dans la soute à bombe, tentent de la désamorcer. Ils y parviennent mais les portes de la soute sont ouvertes prématurément, et ils tombent dans la neige au cœur de la Russie, à cheval sur la bombe.
Épilogue. Dexter est de retour en Amérique après avoir été rétabli en qualité de membre du Service de Renseignements. Alors qu'il commence à faire des plans de sauvetage de Franco et Ciccio en Sibérie, un coup de téléphone arrive du président Lyndon Johnson, qui ordonne de maintenir l'incident top secret : l'opération de sauvetage est annulée. Dexter est dévasté mais il ne veut pas abandonner, même s'il doit continuer seul à sauver Franco et Ciccio. Pendant ce temps, en Sibérie, Franco et Ciccio sont prisonniers dans un camp dont le directeur n'est autre que… le Dr Goldfoot.

## Fiche technique
- Titre français : L'espion qui venait du surgelé[3]
- Titre original italien : Le spie vengono dal semifreddo ou Il clan dei due mafiosi ou I due mafiosi dell'F.B.I
- Titre américain : Dr. Goldfoot and the Girl Bombs
- Réalisation : Mario Bava
- Scénario : 
  - version italienne : Castellano et Pipolo, Franco Dal Cer d'après une histoire de Fulvio Lucisano
  - version américaine : Louis M. Heyward (en), Robert Kaufman d'après une histoire de James H. Nicholson (en)
- Photographie : Antonio Rinaldi
- Montage : 
  - version italienne : Frederick Muller
  - version américaine : Ronald Sinclair
- Musique : 
  - version italienne : Lallo Gori
  - version américaine : Les Baxter
- Costumes : Ugo Pericoli
- Production : Fulvio Lucisano, Louis M. Heyward (en)
- Sociétés de production : Italian International Film, American International Pictures
- Pays de production :  Italie,  États-Unis
- Langues originales : italien, anglais
- Format : couleurs par Technicolor
- Genre : Comédie d'espionnage et science-fiction
- Durée : 100 minutes
- Dates de sortie :
  - Italie : 29 juillet 1966
  - États-Unis : 9 novembre 1966
  - France : 1970[3]

## Distribution
- Franco Franchi : Franco
- Ciccio Ingrassia : Ciccio
- Laura Antonelli : Rosanna
- Vincent Price : général Willis / Dr Goldfoot
- Fabian : Bill Dexter
- Francesco Mulè : colonel Doug Benson
- George Wang : Fong
- Ennio Antonelli : assistant du doct. Goldfoot dans la baignoire
- Moa Tahi : assistante du doct. Goldfoot
- Gianfranco Funari (it) : un général américain
- Veriano Ginesi : un homme de main de Goldfoot
- Amerigo Santarelli : un homme de main de Goldfoot
- Mario Bava : l'ange qui joue de la harpe

## Production

### Genèse et développement

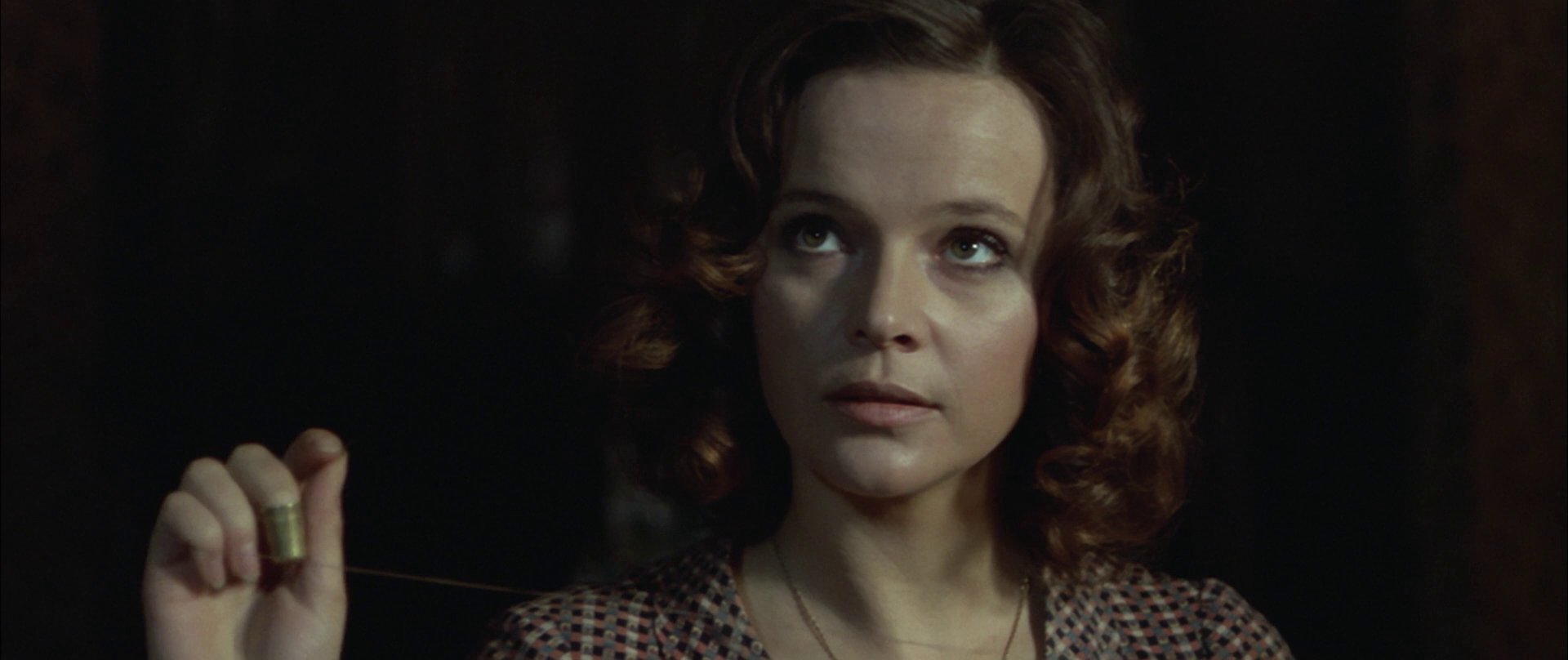
Laura Antonelli incarne Rosanna.

Fulvio Lucisano, le directeur d'Italian International Film, voulait faire une suite au film avec Franco et Ciccio Deux Mafiosi contre Goldginger (1965). American International Pictures accepte de cofinancer le film, à condition qu'il devienne la suite de Dr. Goldfoot and the Bikini Machine.
Pour satisfaire les bailleurs de fonds multinationaux, deux versions du film sont finalement produites : la version italienne met davantage l'accent sur Franco et Ciccio, tandis que le film américain met en avant le Goldfoot de Vincent Price.
La réalisation est confiée à Mario Bava. Il n'était pas intéressé par le film mais il a été engagé parce que Lucisano l'avait sous contrat, et il n'a pas participé à la phase de post-production de la version américaine.

### Attribution des rôles
Dans la filmographie de Franco et Ciccio, L'Espion qui venait du surgelé est le 56e film que le duo comique le plus célèbre d'Italie tourne ensemble. Selon l'historien du cinéma Tim Lucas, les deux acteurs étaient très à l'aise avec tout le monde sur le tournage : « Ils avaient également un accès direct aux vins siciliens, qui étaient plutôt bons. Ils ont abreuvé Mario de vins siciliens, qu'ils se faisaient livrer par caisse entière ! C'était l'un des moyens privilégié qu'ils utilisaient pour s'intégrer à la production ».
L'actrice napolitaine Laura Antonelli interprète Rosanna, le premier rôle féminin. Selon Rosaria Scavia, « Il s'agit d'un des premiers films de Laura Antonelli, mais elle avait déjà envie d'exprimer son charme et son influence bien avant qu'elle ne devienne une sirène de la culture italienne. Mario et elle avaient des affinités, en raison de son éducation très religieuse ». Curieusement, l'actrice a plus de temps à l'écran dans la version américaine que dans la version italienne.
Frankie Avalon devait à l'origine reprendre son rôle de Craig Gamble dans Dr. Goldfoot and the Bikini Machine, mais il s'est retiré en raison de la naissance imminente de son troisième enfant, et Fabian Forte a été choisi pour le remplacer Fabian a déclaré que Jim Nicholson d'AIP est venu le voir et lui a dit « Frankie va avoir un autre bébé et veut rester à la maison... et nous avons ce film en tournage en Italie... Jim a traité la situation très gentiment »,.

### Tournage

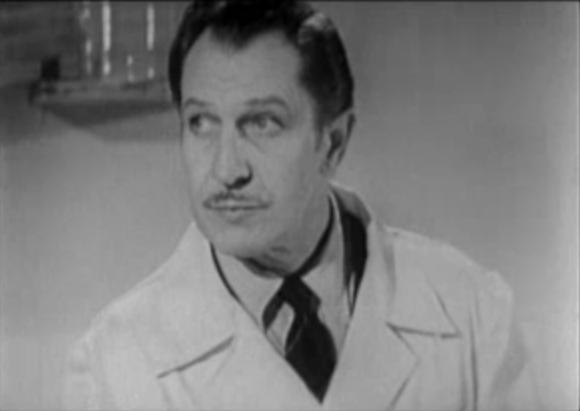
Vincent Price incarne le.

Le tournage a commencé en avril 1966 et s'est déroulé à Rome, principalement aux studios de Cinecittà, mais aussi dans des lieux tels que le Parco di Principe, le Rome Cavalieri Hilton et le Luna Park, le parc d'attractions près de Rome.
Louis M. Heyward (en) estime que le scénario a été réécrit environ neuf fois juste avant la production et affirme qu'il a été difficile de satisfaire les bailleurs de fonds italiens et américains ; certaines scènes différentes ont été tournées pour chaque pays, notamment en mettant l'accent sur les brunes dans la version italienne et sur les blondes dans la version américaine.
Heyward a déclaré plus tard : « Il y avait quelqu'un qui parlait portugais et plusieurs qui parlaient italien. Vincent secouait la tête, incrédule, et disait : "Qu'est-ce qui m'arrive ? Non seulement il ne comprenait pas les Italiens, les Portugais ou les Espagnols, mais il ne comprenait pas Fabian non plus ».
Lorsqu'on a demandé à Price ce qu'il pensait de son travail avec Bava, il a répondu : « Je ne me souviens absolument plus de ce film, c'était un tel désastre. [...] C'était un film qui n'a pas été planifié, qui n'a pas été répété, qui n'a pas été organisé, qui n'a pas été joué. Il y avait deux comiques siciliens qui n'avaient rien à faire là.
Deux acteurs américains ... une actrice orientale allemande ... un metteur en scène italien ... c'était tout simplement désastreux ! Ils ont perdu l'enregistrement sonore après le tournage, et ils ont dû engager un homme qui lisait sur les lèvres pour nous dire ce que nous disions ! Bien entendu, je ne l'ai jamais vu ».
Bava a fait un caméo dans le rôle d'un ange.

## Exploitation
Deux versions du film sont sorties, l'une en Italie qui mettait l'accent sur les vedettes italiennes et reléguait Price au rang de personnage de passage. La version américaine se concentre sur Goldfoot/Price et a été remontée par Ronald Sinclair, re-scénarisée et réécrite pour le doublage, le tout sans l'intervention de Bava. Tim Lucas affirme que la version italienne est « bien plus divertissante » mais que « mis à part quelques effets spéciaux charmants et naïfs » supervisés par Bava, le film « ne peut pas vraiment être considéré comme un film de Mario Bava ».
Alors que le film fait un bide complet dans sa version américaine, il est en Italie le plus grand succès de Mario Bava de toute sa carrière, avec au moins 1 520 833 entrées, pour des recettes qui s'élèvent à 365 millions de lires.